# أندريه بودري
أندريه بودري (بالفرنسية: André Baudry)‏ (و. 1922 – 2018 م) هو ناشر (حرفة)، ومدرس، وأستاذ فلسفة ‏ فرنسي، توفي في نابولي، عن عمر يناهز 96 عاماً.